# Brani musicali al numero uno in Italia (2017)
La presente lista elenca le canzoni che hanno raggiunto la prima posizione nella classifica settimanale italiana Top Singoli, stilata durante il 2017 dalla Federazione Industria Musicale Italiana, in collaborazione con la GfK Retail and Technology Italia.
| settimana                                | Brano               | Artista/i                                 | Totale settimane al numero 1 |
| ---------------------------------------- | ------------------- | ----------------------------------------- | ---------------------------- |
| Settimana 1 (30 dicembre-5 gennaio)      | Rockabye            | Clean Bandit feat. Sean Paul & Anne-Marie | 3                            |
| Settimana 2 (6 gennaio-12 gennaio)       | Shape of You        | Ed Sheeran                                | 7                            |
| Settimana 3 (13 gennaio-19 gennaio)      | Shape of You        | Ed Sheeran                                | 7                            |
| Settimana 4 (20 gennaio-26 gennaio)      | Shape of You        | Ed Sheeran                                | 7                            |
| Settimana 5 (27 gennaio-2 febbraio)      | Shape of You        | Ed Sheeran                                | 7                            |
| Settimana 6 (3 febbraio-9 febbraio)      | Shape of You        | Ed Sheeran                                | 7                            |
| Settimana 7 (10 febbraio-16 febbraio)    | Occidentali's Karma | Francesco Gabbani                         | 3                            |
| Settimana 8 (17 febbraio-23 febbraio)    | Occidentali's Karma | Francesco Gabbani                         | 3                            |
| Settimana 9 (24 febbraio-2 marzo)        | Occidentali's Karma | Francesco Gabbani                         | 3                            |
| Settimana 10 (3 marzo-9 marzo)           | Shape of You        | Ed Sheeran                                | 7                            |
| Settimana 11 (10 marzo-16 marzo)         | Shape of You        | Ed Sheeran                                | 7                            |
| Settimana 12 (17 marzo-23 marzo)         | Despacito           | Luis Fonsi feat. Daddy Yankee             | 14                           |
| Settimana 13 (24 marzo-30 marzo)         | Despacito           | Luis Fonsi feat. Daddy Yankee             | 14                           |
| Settimana 14 (31 marzo-6 aprile)         | Despacito           | Luis Fonsi feat. Daddy Yankee             | 14                           |
| Settimana 15 (7 aprile-13 aprile)        | Despacito           | Luis Fonsi feat. Daddy Yankee             | 14                           |
| Settimana 16 (14 aprile-20 aprile)       | Despacito           | Luis Fonsi feat. Daddy Yankee             | 14                           |
| Settimana 17 (21 aprile-27 aprile)       | Despacito           | Luis Fonsi feat. Daddy Yankee             | 14                           |
| Settimana 18 (28 aprile-4 maggio)        | Despacito           | Luis Fonsi feat. Daddy Yankee             | 14                           |
| Settimana 19 (5 maggio-11 maggio)        | Despacito           | Luis Fonsi feat. Daddy Yankee             | 14                           |
| Settimana 20 (12 maggio-18 maggio)       | Despacito           | Luis Fonsi feat. Daddy Yankee             | 14                           |
| Settimana 21 (19 maggio-25 maggio)       | Despacito           | Luis Fonsi feat. Daddy Yankee             | 14                           |
| Settimana 22 (26 maggio-1 giugno)        | Despacito           | Luis Fonsi feat. Daddy Yankee             | 14                           |
| Settimana 23 (2 giugno-8 giugno)         | Despacito           | Luis Fonsi feat. Daddy Yankee             | 14                           |
| Settimana 24 (9 giugno-15 giugno)        | Tran Tran           | Sfera Ebbasta                             | 1                            |
| Settimana 25 (16 giugno-22 giugno)       | Despacito           | Luis Fonsi feat. Daddy Yankee             | 14                           |
| Settimana 26 (23 giugno-29 giugno)       | Despacito           | Luis Fonsi feat. Daddy Yankee             | 14                           |
| Settimana 27 (30 giugno-6 luglio)        | Senza pagare        | J-Ax & Fedez feat. T-Pain                 | 10                           |
| Settimana 28 (7 luglio-13 luglio)        | Senza pagare        | J-Ax & Fedez feat. T-Pain                 | 10                           |
| Settimana 29 (14 luglio-20 luglio)       | Senza pagare        | J-Ax & Fedez feat. T-Pain                 | 10                           |
| Settimana 30 (21 luglio-27 luglio)       | Senza pagare        | J-Ax & Fedez feat. T-Pain                 | 10                           |
| Settimana 31 (28 luglio-3 agosto)        | Senza pagare        | J-Ax & Fedez feat. T-Pain                 | 10                           |
| Settimana 32 (4 agosto-10 agosto)        | Riccione            | Thegiornalisti                            | 1                            |
| Settimana 33 (11 agosto-17 agosto)       | Senza pagare        | J-Ax & Fedez feat. T-Pain                 | 10                           |
| Settimana 34 (18 agosto-24 agosto)       | Senza pagare        | J-Ax & Fedez feat. T-Pain                 | 10                           |
| Settimana 35 (25 agosto-31 agosto)       | Senza pagare        | J-Ax & Fedez feat. T-Pain                 | 10                           |
| Settimana 36 (1 settembre-7 settembre)   | Senza pagare        | J-Ax & Fedez feat. T-Pain                 | 10                           |
| Settimana 37 (8 settembre-14 settembre)  | Senza pagare        | J-Ax & Fedez feat. T-Pain                 | 10                           |
| Settimana 38 (15 settembre-21 settembre) | Mi gente            | J Balvin & Willy William                  | 1                            |
| Settimana 39 (22 settembre-28 settembre) | Lamborghini         | Gué Pequeno feat. Sfera Ebbasta           | 1                            |
| Settimana 40 (29 settembre-5 ottobre)    | La musica non c'è   | Coez                                      | 8                            |
| Settimana 41 (6 ottobre-12 ottobre)      | La musica non c'è   | Coez                                      | 8                            |
| Settimana 42 (13 ottobre-19 ottobre)     | La musica non c'è   | Coez                                      | 8                            |
| Settimana 43 (20 ottobre-26 ottobre)     | La musica non c'è   | Coez                                      | 8                            |
| Settimana 44 (27 ottobre-2 novembre)     | La musica non c'è   | Coez                                      | 8                            |
| Settimana 45 (3 novembre-9 novembre)     | La musica non c'è   | Coez                                      | 8                            |
| Settimana 46 (10 novembre-16 novembre)   | La musica non c'è   | Coez                                      | 8                            |
| Settimana 47 (17 novembre-23 novembre)   | La musica non c'è   | Coez                                      | 8                            |
| Settimana 48 (24 novembre-30 novembre)   | Perdonami           | Salmo                                     | 1                            |
| Settimana 49 (1 dicembre-7 dicembre)     | Perfect             | Ed Sheeran                                | 7                            |
| Settimana 50 (8 dicembre-14 dicembre)    | Perfect             | Ed Sheeran                                | 7                            |
| Settimana 51 (15 dicembre-21 dicembre)   | Perfect             | Ed Sheeran                                | 7                            |
| Settimana 52 (22 dicembre-28 dicembre)   | Perfect             | Ed Sheeran                                | 7                            |

Fonte:
- Despacito di Luis Fonsi in collaborazione con Daddy Yankee, con 14 settimane non consecutive di permanenza alla numero uno, è il singolo che ha passato più tempo in vetta alla classifica nel 2017.

## Classifica fine anno
| Brano                    | Artista/i                                            | Certificazione |
| ------------------------ | ---------------------------------------------------- | -------------- |
| Despacito                | Luis Fonsi feat. Daddy Yankee                        | Diamante       |
| Shape of You             | Ed Sheeran                                           | Diamante       |
| Senza pagare             | J-Ax & Fedez feat. T-Pain                            | 8 Platino      |
| Something Just like This | The Chainsmokers, Coldplay                           | 7 Platino      |
| Rockabye                 | Clean Bandit feat. Sean Paul & Anne-Marie            | 7 Platino      |
| Occidentali's Karma      | Francesco Gabbani                                    | 6 Platino      |
| Súbeme la radio          | Enrique Iglesias feat Zion & Lennox e Descemer Bueno | 5 Platino      |
| La musica non c'è        | Coez                                                 | 8 Platino      |
| Perfect                  | Ed Sheeran                                           | 9 Platino      |
| Believer                 | Imagine Dragons                                      | 5 Platino      |